# Villafranca del Castillo

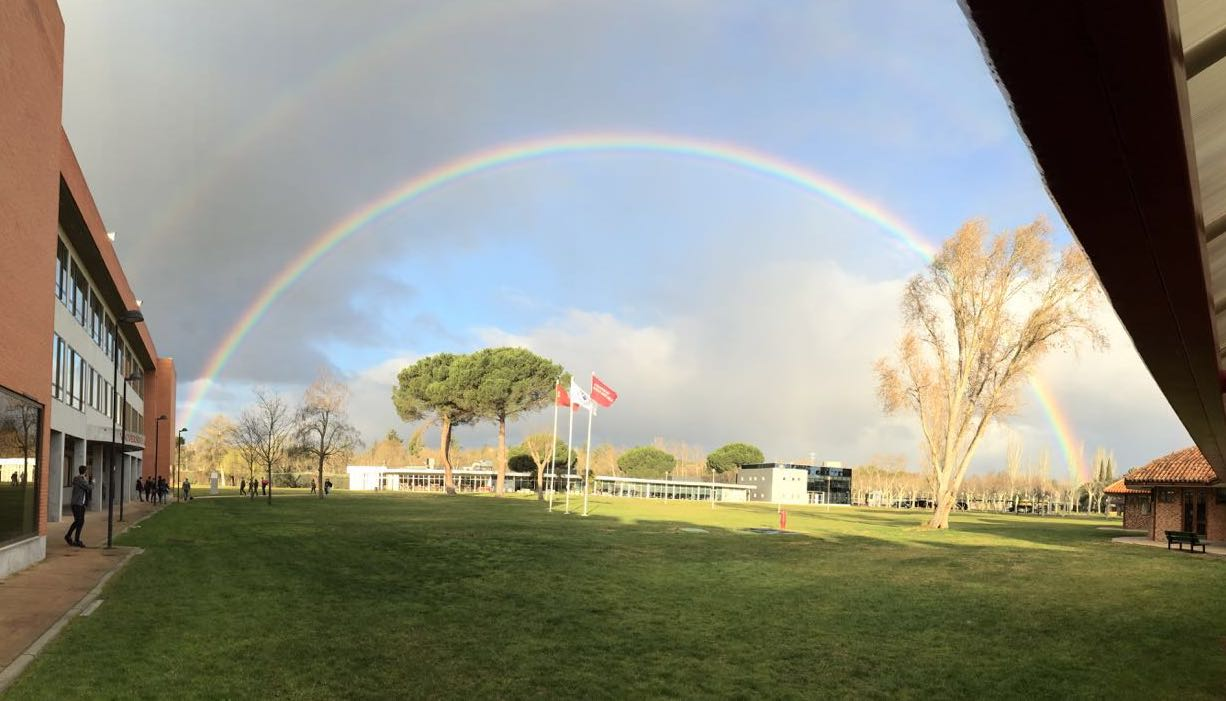
Villafranca del Castillo.

Villafranca del Castillo es una urbanización perteneciente al término municipal de Villanueva de la Cañada (Comunidad de Madrid).
Limita al norte y oeste con Villanueva del Pardillo, al este con Majadahonda y el río Guadarrama, al sur con la carretera M-503.

## Historia

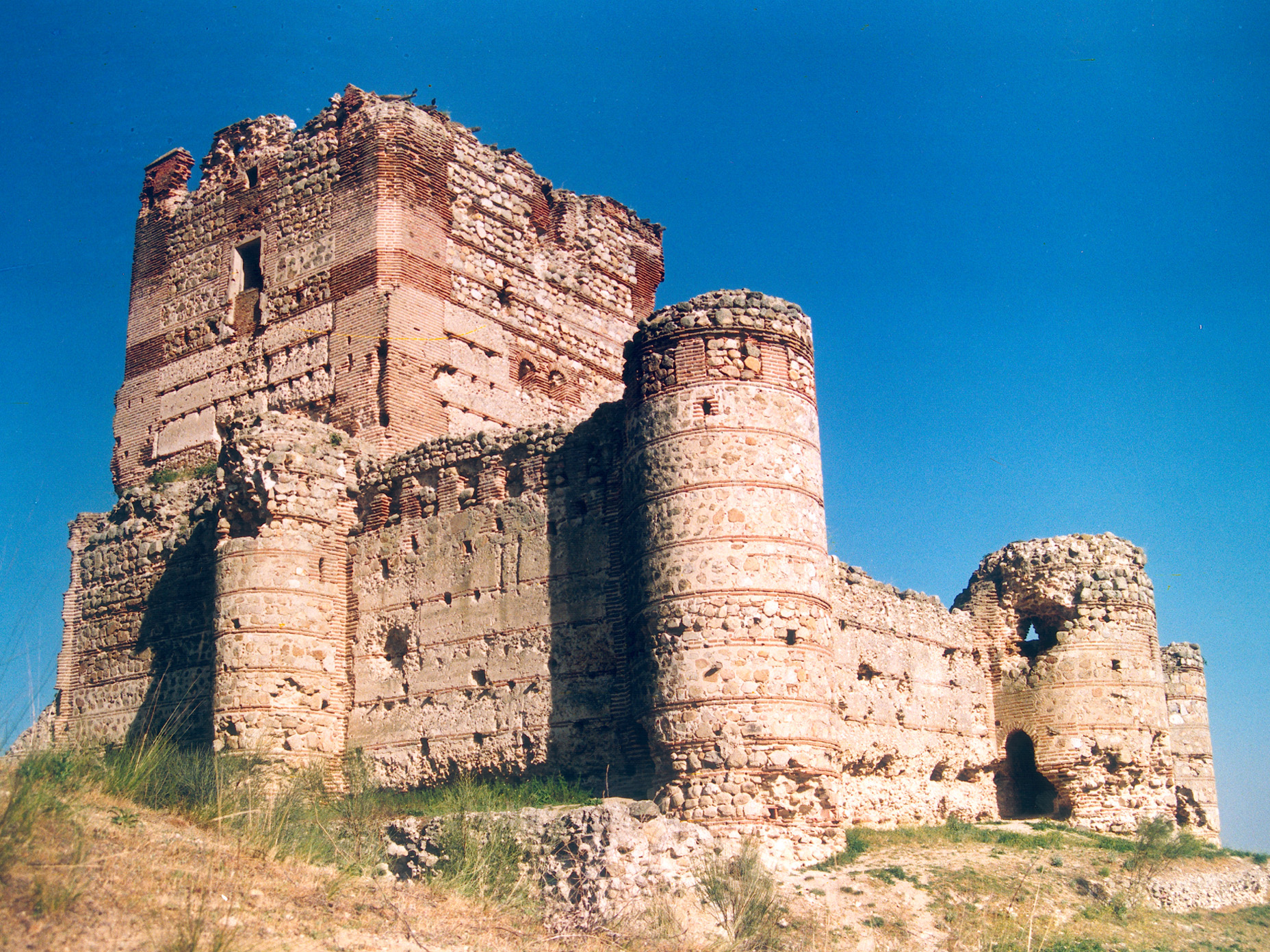
Castillo de Aulencia o de Villafranca

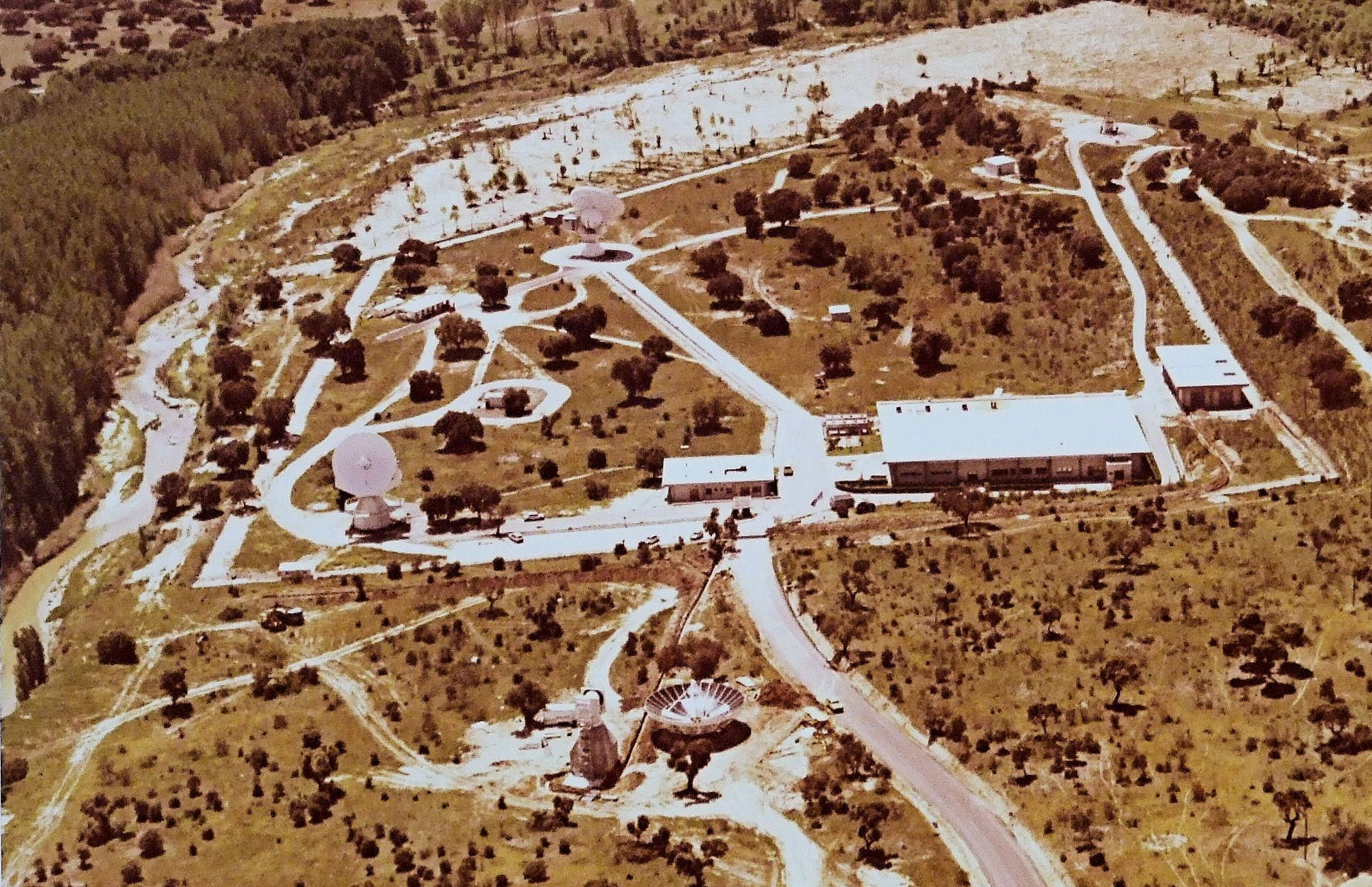
Foto tomada entre 1977 y 1979 de la estación terrestre en Villafranca del Castillo, construida para el satélite International Ultraviolet Explorer y asignada a la ESRO para apoyar futuras misiones de la ESA. Esta foto fue tomada entre 1977 y 1979. Más tarde se convirtió en el Centro Europeo de Astronomía Espacial de la ESA.

Históricamente se denominó Villafranca del Castillo a la aldea que nació a los pies del castillo de Aulencia, próximo a la actual urbanización. En 1455, Juan II libró al lugar de tasas y estableció que la fortificación y el pequeño caserío surgido a sus pies llevasen el nombre de Villafranca del Castillo. 
En 1813 el testamento del Marqués de Gelo y Santamarca describe al lugar como una zona despoblada.

## En la actualidad

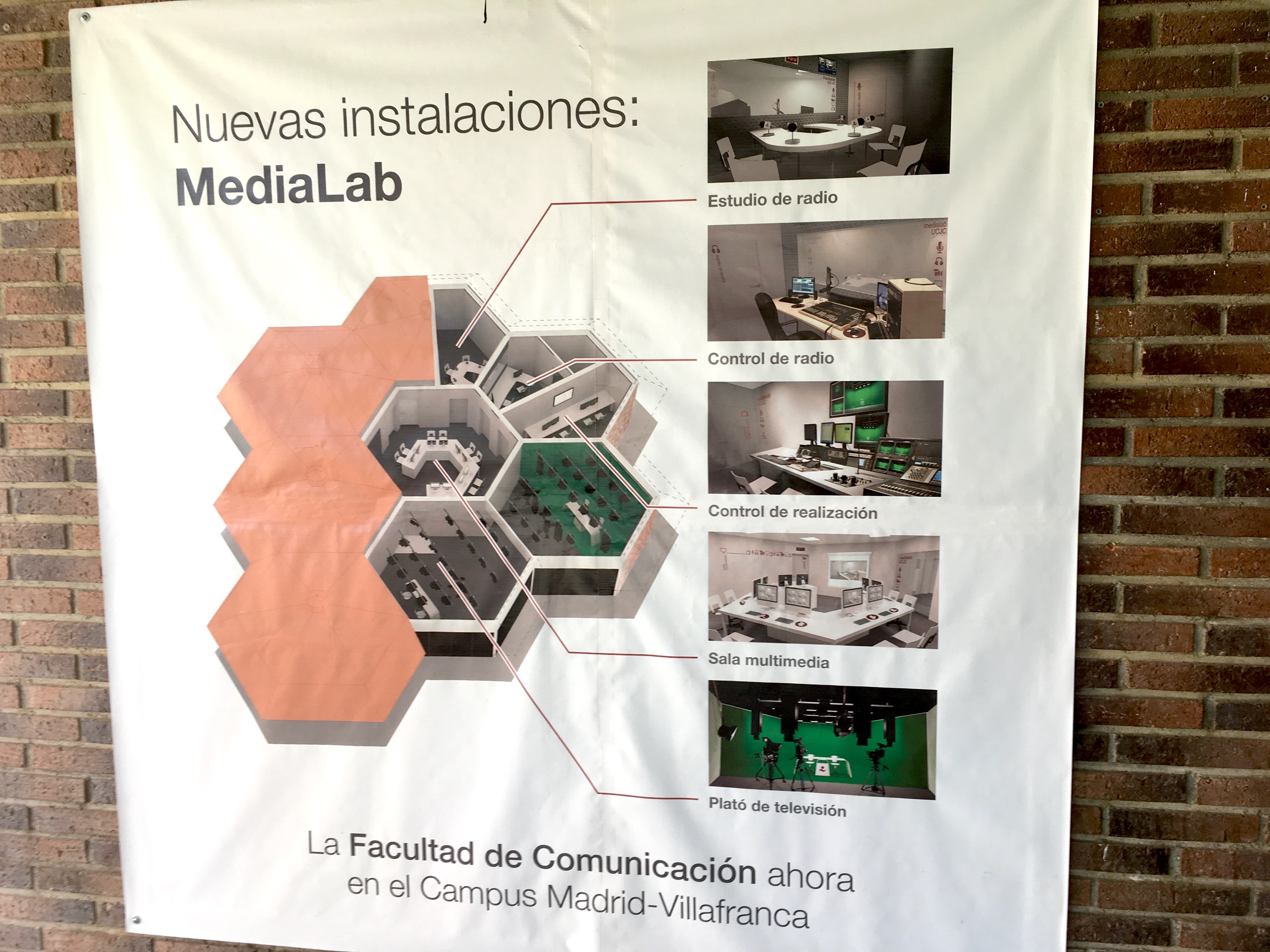
Cartel de la Universidad Camilo José Cela, año 2016.

En la actualidad, el nombre de Villafranca del Castillo hace referencia a un conjunto residencial de alto standing de parcelas independientes, situado al noreste del término municipal de Villanueva de la Cañada, dentro de la Comunidad de Madrid, a unos veinte kilómetros de la capital y muy cercana a los municipios de Villanueva del Pardillo, Majadahonda y Las Rozas de Madrid.
Tiene dos entradas, una por el norte, desde la carretera que une Majadahonda y Villanueva del Pardillo, y otra por el sur, desde la carretera que une Majadahonda con Villanueva de la Cañada.
Abarca una extensión aproximada de ciento setenta y tres hectáreas y la integran un total de 643 parcelas de una superficie mínima de 1.500 m². y una gran zona verde de 200 000 m². de extensión que la atraviesa de norte a sur.
La urbanización está delimitada en su margen este por el cauce del río Guadarrama. La urbanización también está atravesada por el arroyo de los Palacios, afluente del Guadarrama. Por su cauce solo discurre agua durante el invierno.
Está perfectamente comunicada con la capital y con los municipios colindantes mediante líneas de autobús y relativamente próxima a las estaciones de cercanías de Majadahonda y Las Rozas de Madrid. 
Posee las infraestructuras necesarias para residir durante todo el año, existiendo dentro de la urbanización un club privado, un colegio privado y otro concertado, así como universidad privada, centros médicos (privado y de la Seguridad Social), parroquia y diversos comercios, restaurantes, oficina de Correos, farmacia, supermercado, quioscos, lotería... 
También cuenta con un servicio de vigilancia las 24 horas del día, a disposición de los vecinos de la urbanización para atender cualquier incidencia.  
- En el año 1972 fue inaugurado el Colegio SEK-El Castillo.

- En el año 1989 se inauguró el centro comercial de La Mocha Chica.

- En el año 1989 se inauguró el colegio Zola.

- En el año 1993 se construyó un edificio en la entrada norte de la urbanización que estaba destinado a ser un centro comercial. Esta construcción se paralizó, como consecuencia de la crisis del sector inmobiliario, aunque en la actualidad existen varios proyectos para terminarlo.

- En el año 1995 se inauguró el Centro Cívico.

- En el año 1996 se inauguró la parroquia Santa María de la Soledad Torres Acosta.

- En el año 2000 se fundó la Universidad Camilo José Cela.

- En el año 2005 se inauguró el consultorio de la Seguridad Social.

- En el año 2013 puso en marcha el suministro de Gas Natural.

- En el año 2014 Movistar desplegó el tendido de fibra óptica en la urbanización.

- En el año 2014 se inauguró el desdoblamiento de la carretera M509 (acceso norte de la urbanización), que comunica Majadahonda con Villanueva del Pardillo mediante autovía.

## Entorno Natural
La urbanización está rodeada por Parque Regional del Curso Medio del Río Guadarrama y su entorno de la Red Natura 2000. En el caso de Villafranca, su área se compone de algunos de los paisajes dominates del área de gran diversidad y valor ecológico. 
• El bosque de ribera es uno de los grandes paisajes dominantes debido a la proximidad con el río Guadarrama en su transcurso por la urbanización y se observa lo mismo con el arroyo de los Palacios, por ende su extensión queda limitada los cursos de agua mencionados anteriormente. El bosque estando compuesto fundamentalmente por sauces, chopos y fresnos, que al lado de álamos y olmos cubren las riberas y vegas de la urbanización. Los bosques de ribera forman una gran relevancia ecológica, siendo que cumplen funciones de mucha importancia, estabilizando márgenes y orillas, mitigando los efectos de crecidas y sirven a la vez como refugio y pasos naturales para la fauna.
• Los bosques mediterráneo también se despliegan con una gran extensión en Villafranca, los densos bosques de encinas han sido tradicionalmente explotados por el ser humano, dando lugar a lo que hoy conocemos como dehesas. La dehesa es un sistema muy equilibrado donde se combina el aprovechamiento de los distintos recursos naturales que ofrecen pasto, las bellotas, leña, carbón vegetal e incluso miel. 
 
Un encinar parte del bosque mediterráneo por la carretera hacia el Centro Europeo de Astronomía Espacial

## Comunicaciones

### Por carretera
- Entrada norte, por la M-509 (Majadahonda a Villanueva del Pardillo).
- Entrada sur, por la M-503, km 18 (Puente de los Franceses, Pozuelo de Alarcón, Majadahonda y Villanueva de la Cañada).
- Entrada  oeste, por la Carretera P_2, km 188 (Puente de los Franceses, Pozuelo de Alarcón, Majadahonda y Villanueva del Pardillo) .

### Por autobús
- Líneas 623, 626 y 627 (recorren el interior de la urbanización)
- Líneas 641, 642, 643, FS1, 626A (con parada en la entrada norte de la urbanización)

## Instituciones y edificios
Cerca de esta urbanización está situado el Centro Europeo de Astronomía Espacial de la Agencia Espacial Europea (ESA) y el Castillo de Aulencia. Dentro de la misma urbanización se sitúa la Universidad Camilo José Cela, el Colegio Zola y el Colegio SEK-El Castillo.

## La Mocha Chica
A partir de la década de 1980, se empezaron a construir en el interior de Villafranca del Castillo, en la zona denominada La Mocha Chica, varias urbanizaciones de viviendas adosadas, pareadas o en altura, que son:
- Piedras Vivas
- Jaralones (I y II)
- Atalayas
- El Noray
- Los Altos del Club de Polo
- Silos de la Ermita
- Las Encinas

En total son otras 617 viviendas. En 2014 el ayuntamiento aprobó el Plan Parcial que autoriza la construcción de otras 1300 viviendas en esta zona, junto con el equipamiento necesario.

### Mapas de Villafranca del Castillo
- Wikimapia

- Open Street Map

- Google Maps

- Datos: Q9094006
- Multimedia: Villafranca del Castillo / Q9094006